# Humanbiologi
Humanbiologi er studiet af menneskets biologi. Området støder op til medicin samt til studiet af primaterne.
Humanbiologi er desuden navnet på en forskeruddannelse på Københavns Universitet (se ).